# لورينزو موريللي
لورينزو موريللي (بالإيطالية: Lorenzo Morelli)‏ (25 أبريل 1988 بفلورنسا في إيطاليا - ) هو لاعب كرة قدم إيطالي في مركز الهجوم. لعب مع فيورنتينا ونادي ريجيانا 1919 ونادي فينيزيا وScandicci Calcio ‏ ونادي براتو وASD Fortis Juventus 1909 ‏.

## وصلات خارجية
- لورينزو موريللي على موقع قاعدة بيانات كرة القدم.إي يو (الإنجليزية)